# Wohnsiedlung Limmat II
Die Wohnsiedlung Limmat II ist eine aus vier Mehrfamilienhäusern bestehende Überbauung im Industriequartier in Zürich, die 1985 bezugsbereit war. Sie steht auf dem Areal eines ehemaligen Gaswerks.

## Lage
Die Überbauung befindet sich zwischen dem Sihlquai und der Limmatstrasse bei der Haltestelle Quellenstrasse. Nach Nordwesten wird das Areal durch die Fabrikstrasse begrenzt, nach Südosten durch das Areal der Schule Kornhaus. Gegen das Sihlquai grenzen ein Alterswohnheim und das Büro der Kreisverwaltung an die Überbauung.

## Geschichte
Die Limmatstrasse wurde in den 1860er-Jahren angelegt und war die Hauptachse des im Aufbau begriffenen Industriequartiers. Das von der Stadt gebaute Gaswerk war die erste grosse Industrieanlage an der Strasse. Es ersetzte die Vorgängeranlage auf dem Platzspitz. Das Gaswerk war von 1867 bis 1898 in Betrieb, bevor es vom Gaswerk in Schlieren abgelöst wurde. Später diente das Verwaltungsgebäude des Gaswerk dem Kreis 5 als Verwaltungsbüro.
Das Gewerbschule-Quartier war in den 1980er-Jahren durch einen starken Bevölkerungsrückgang geprägt. Die Stadt wollte deshalb mit der Siedlung gezielt Wohnraum schaffen.

## Bauwerk
Die Wohnsiedlung ist vor dem Strassenverkehrslärm des Sihlquais geschützt, da das Alterswohnheim und die Kreisverwaltung die Funktion eines Lärmschutzwalls übernehmen. Die vier Mehrfamilienhäuser stehen im rechten Winkel zur Limmatstrasse. Sie wurden von den Architekten Hertig, Hertig, Schoch und Bolliger, Hönger, Dubach entworfen. In der Überbauung sind 146 Wohnungen untergebracht, deren Grösse von 40 m² anderthalb Zimmer-Wohnungen bis zu 171 m² fünfeinhalb Zimmer-Wohnungen reicht. Eine neuneinhalb Zimmer-Grosswohnung ist speziell für Behinderte eingerichtet. Zwischen den Gebäuden befinden sich Tiefgaragen, die für 200 Autos und 50 Motorräder Platz bieten.